# Corymbophanes andersoni
Corymbophanes andersoni är en fiskart som beskrevs av Eigenmann, 1909. Corymbophanes andersoni ingår i släktet Corymbophanes och familjen Loricariidae. Inga underarter finns listade i Catalogue of Life.